# Hill Head
Hill Head – wieś w Anglii, w hrabstwie Hampshire, w dystrykcie Fareham. Leży 30 km na południe od miasta Winchester i 109 km na południowy zachód od Londynu.